# Джміль кам'яний
Джміль кам'яни́й, джміль вели́кий кам'яни́й (Bombus lapidarius) — вид комах ряду перетинчастокрилих.

## Поширення
Вся позатропічна Євразія.
Вид поширений по всій території України.

## Короткий опис імаго
Середньохоботковий вид. Великі джмелі довжиною 24-27 мм. Тіло чорне, опушене. Кінчик черевця комахи — помаранчевого кольору. 

## Особливості біології та місця проживання
Гніздиться з ранньої весни, здебільшого підземно, охоче заселяє штучні гнізда і часто утворює дуже великі родини. Широкий полілект. Цей вид був виялений на рослинах родин бобові та березкові.

## Галерея

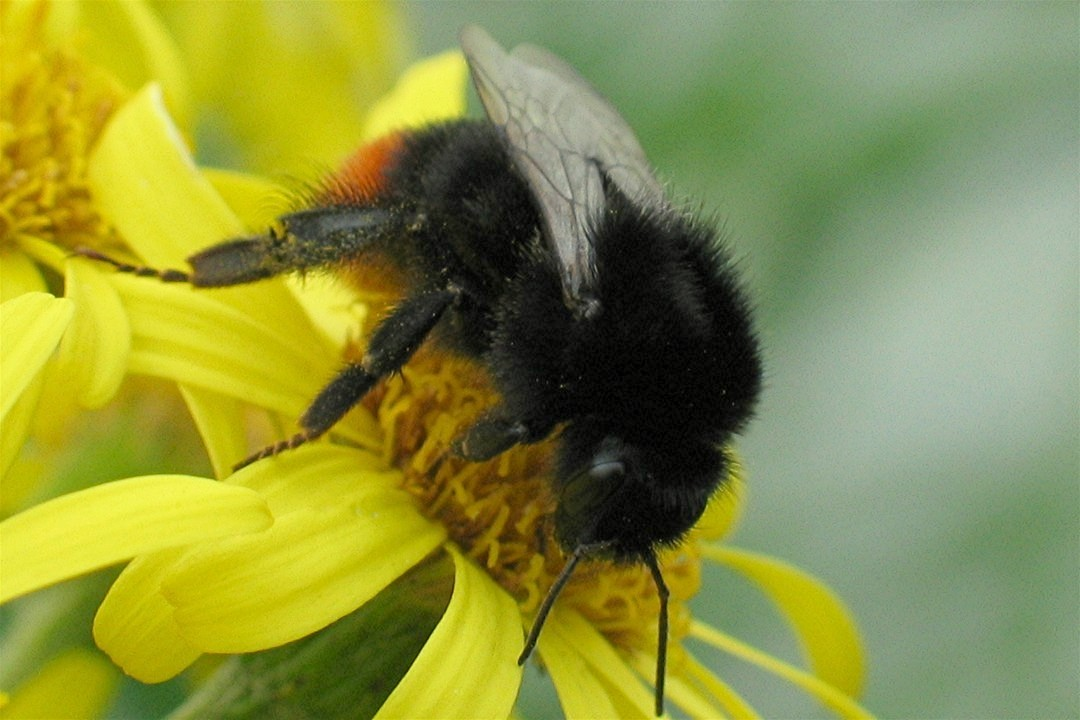
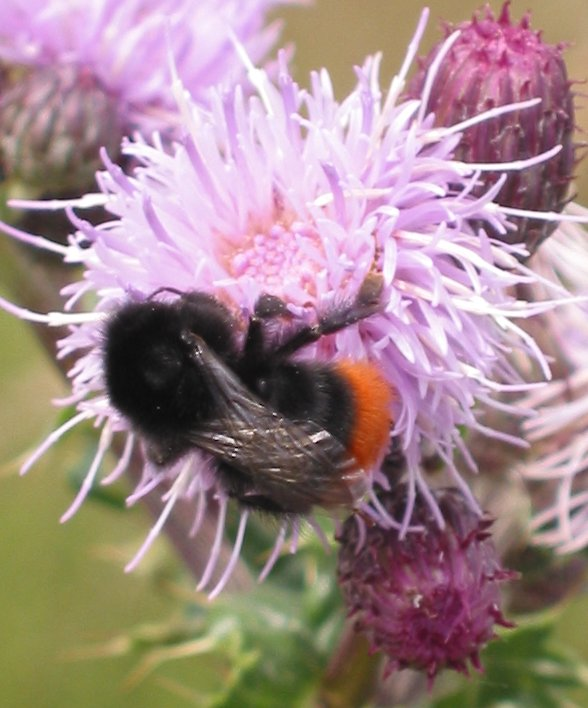
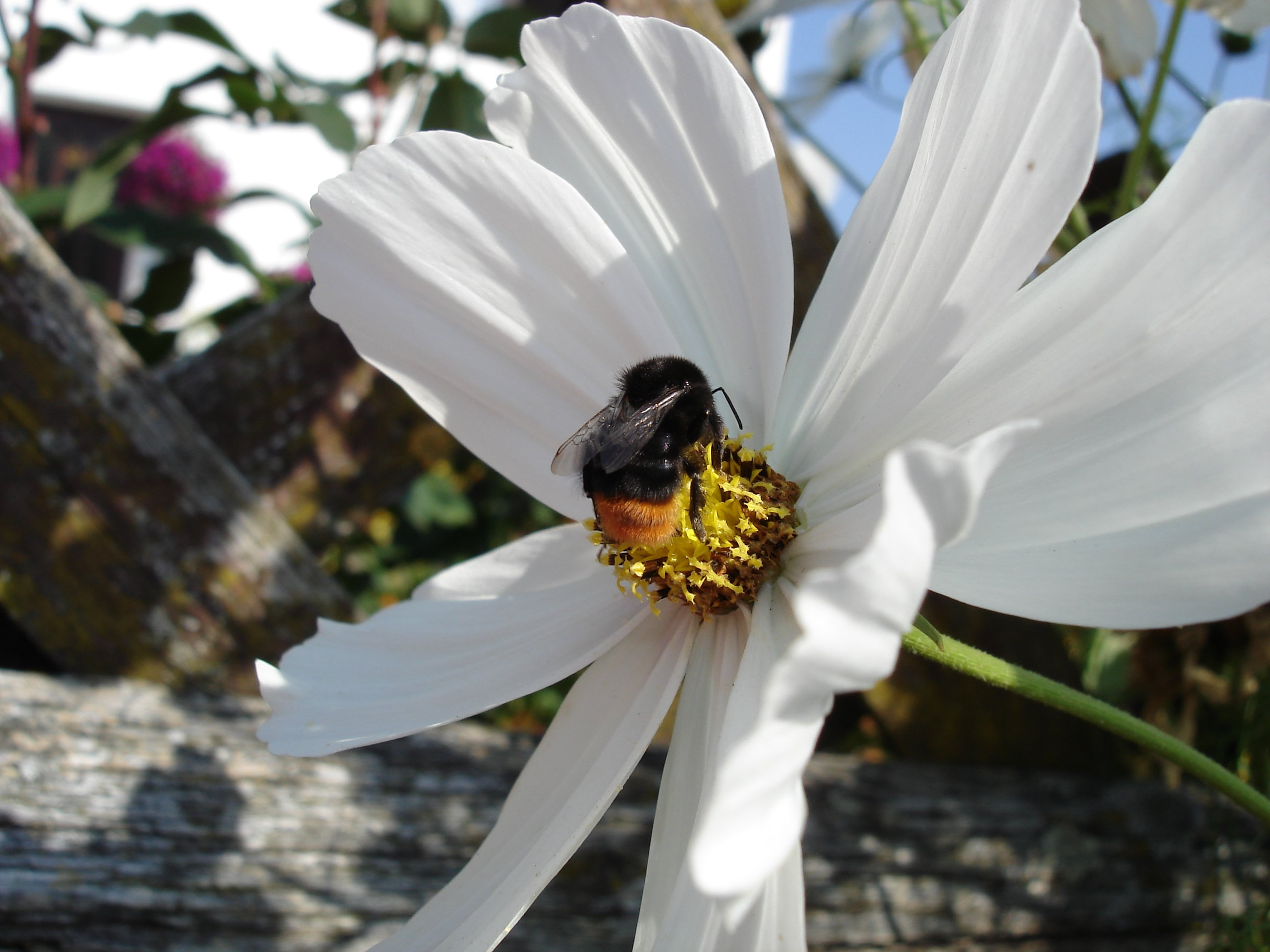
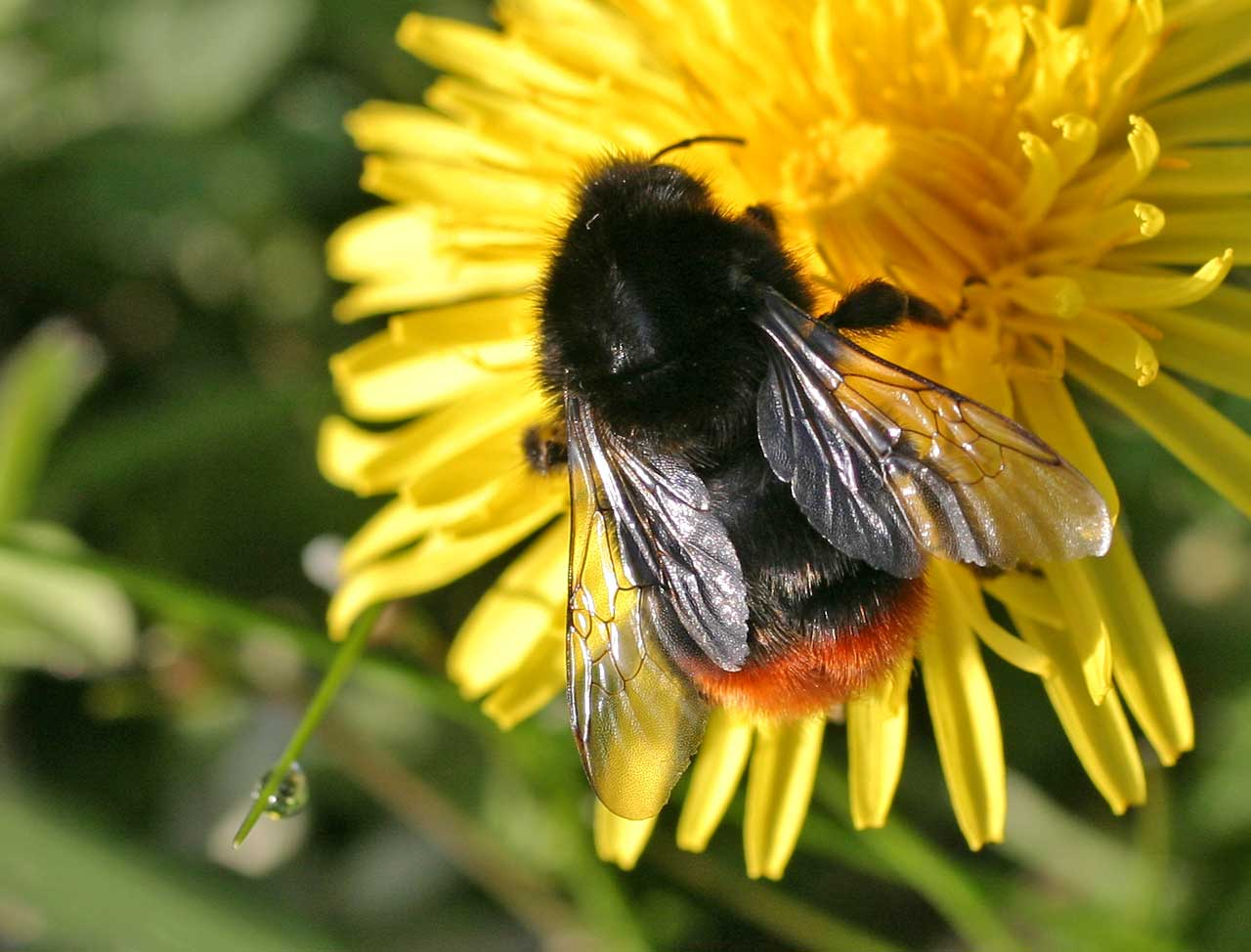
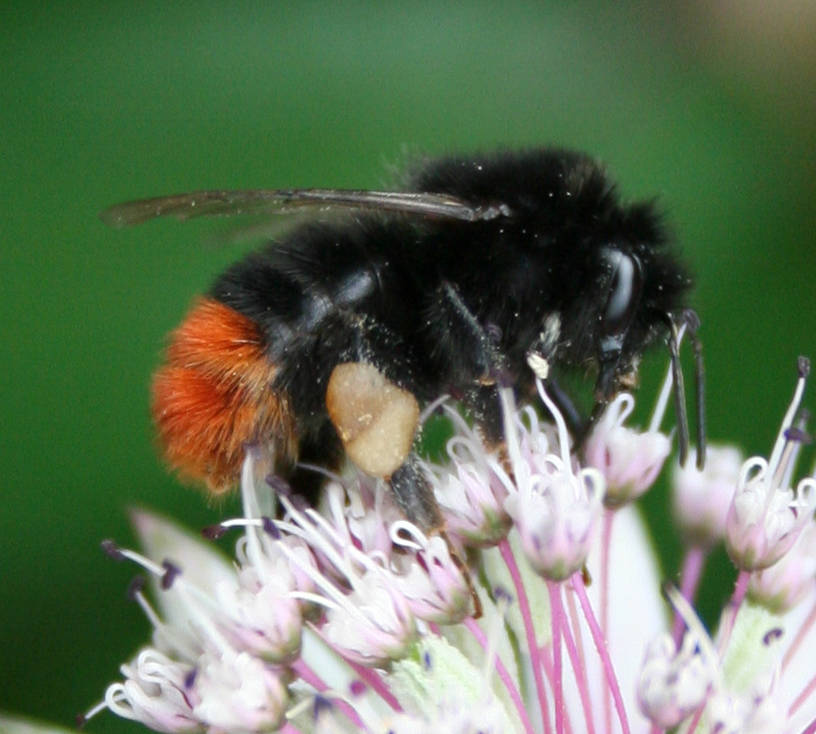
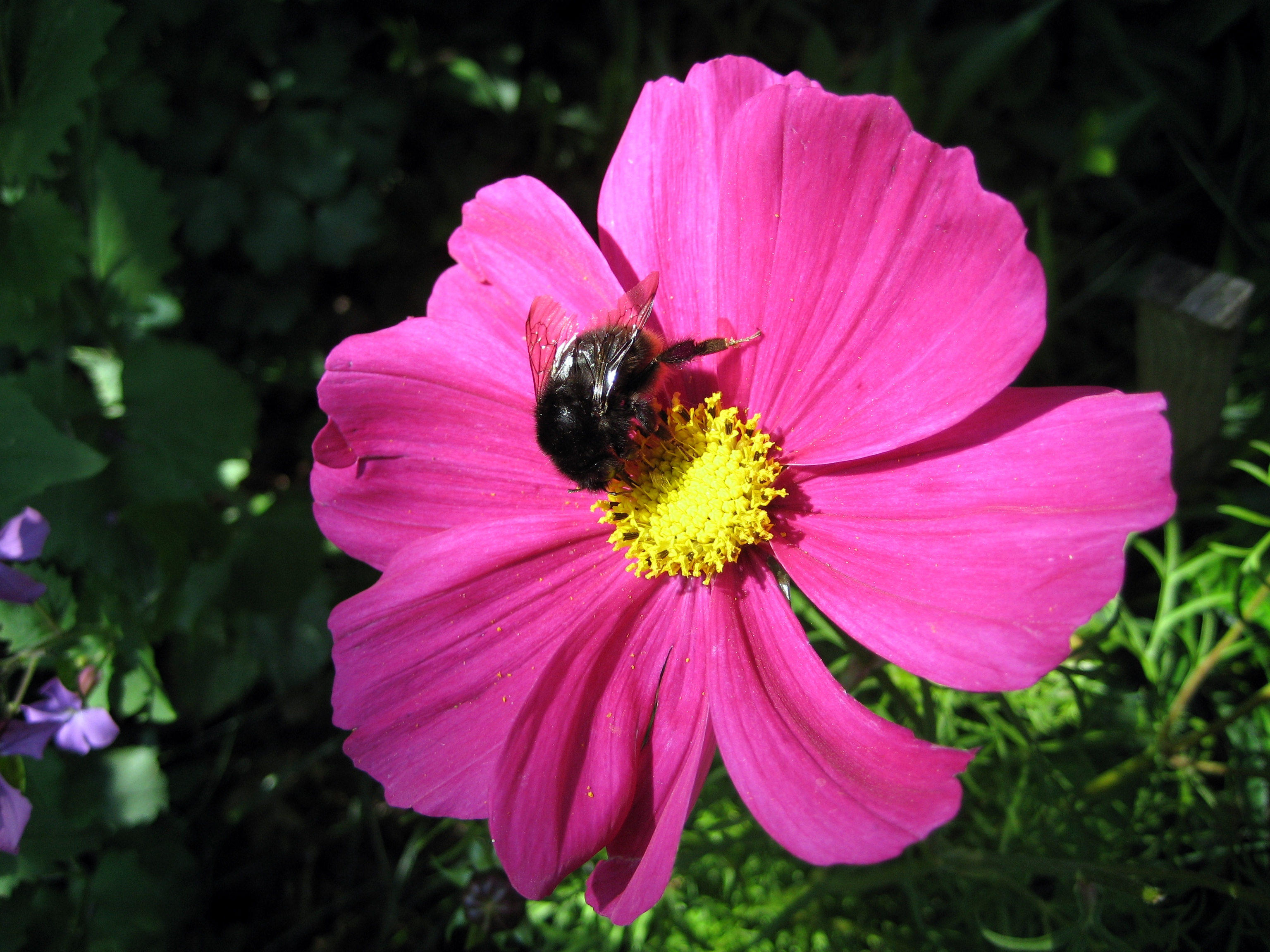
На квітах Cosmea
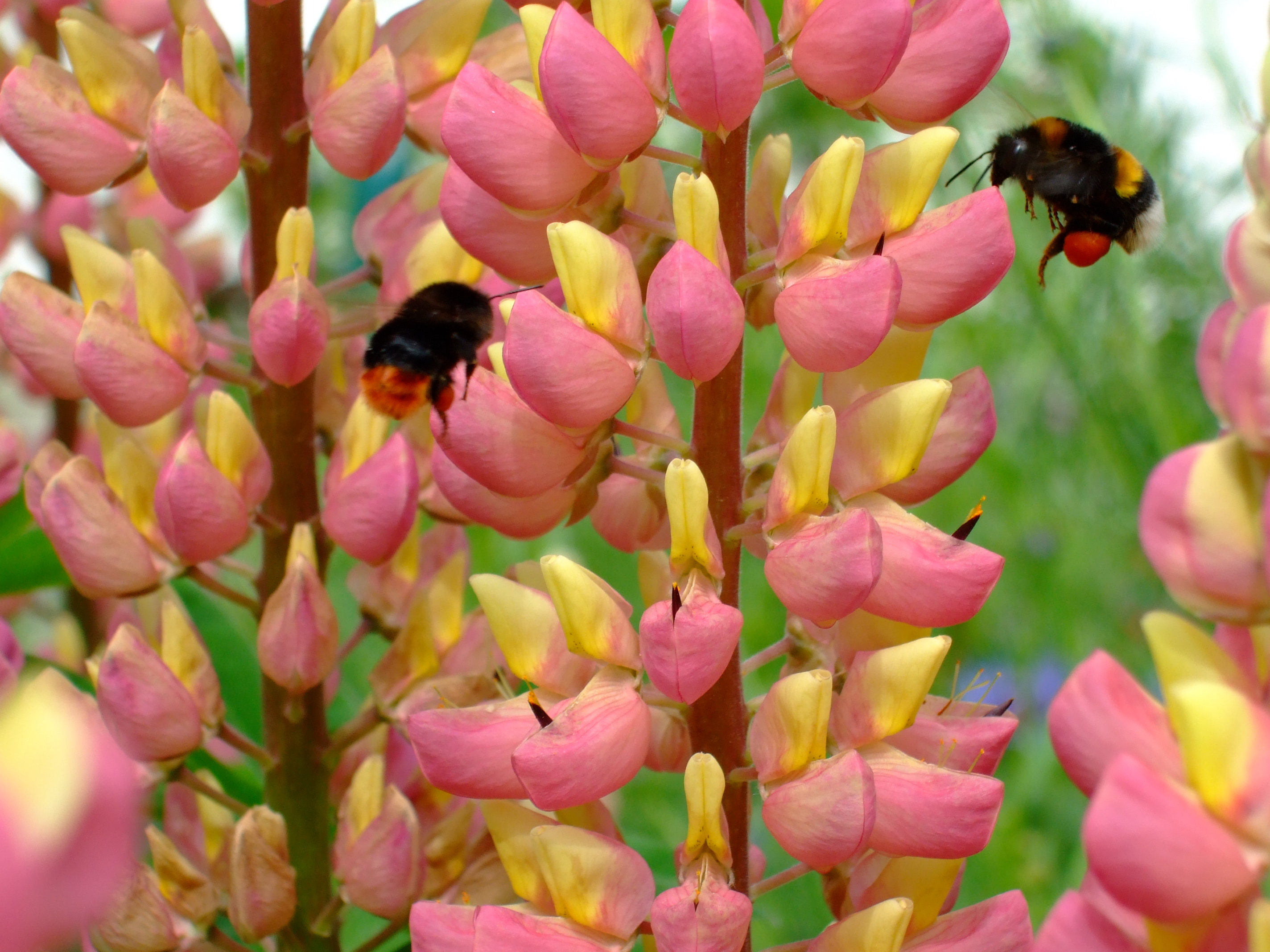
B. lapidarius на люпині.
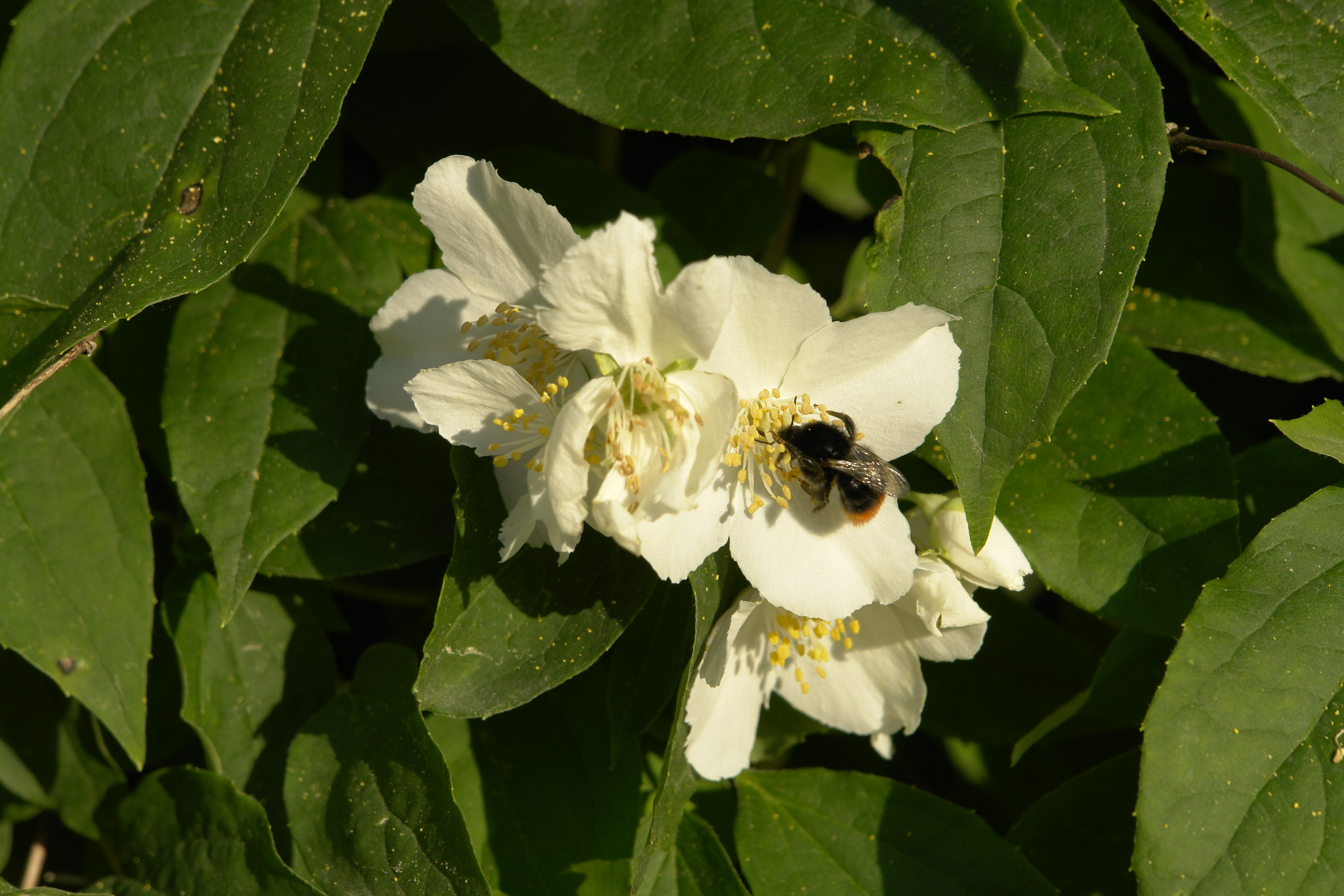
На квітах Philadelphus coronarius
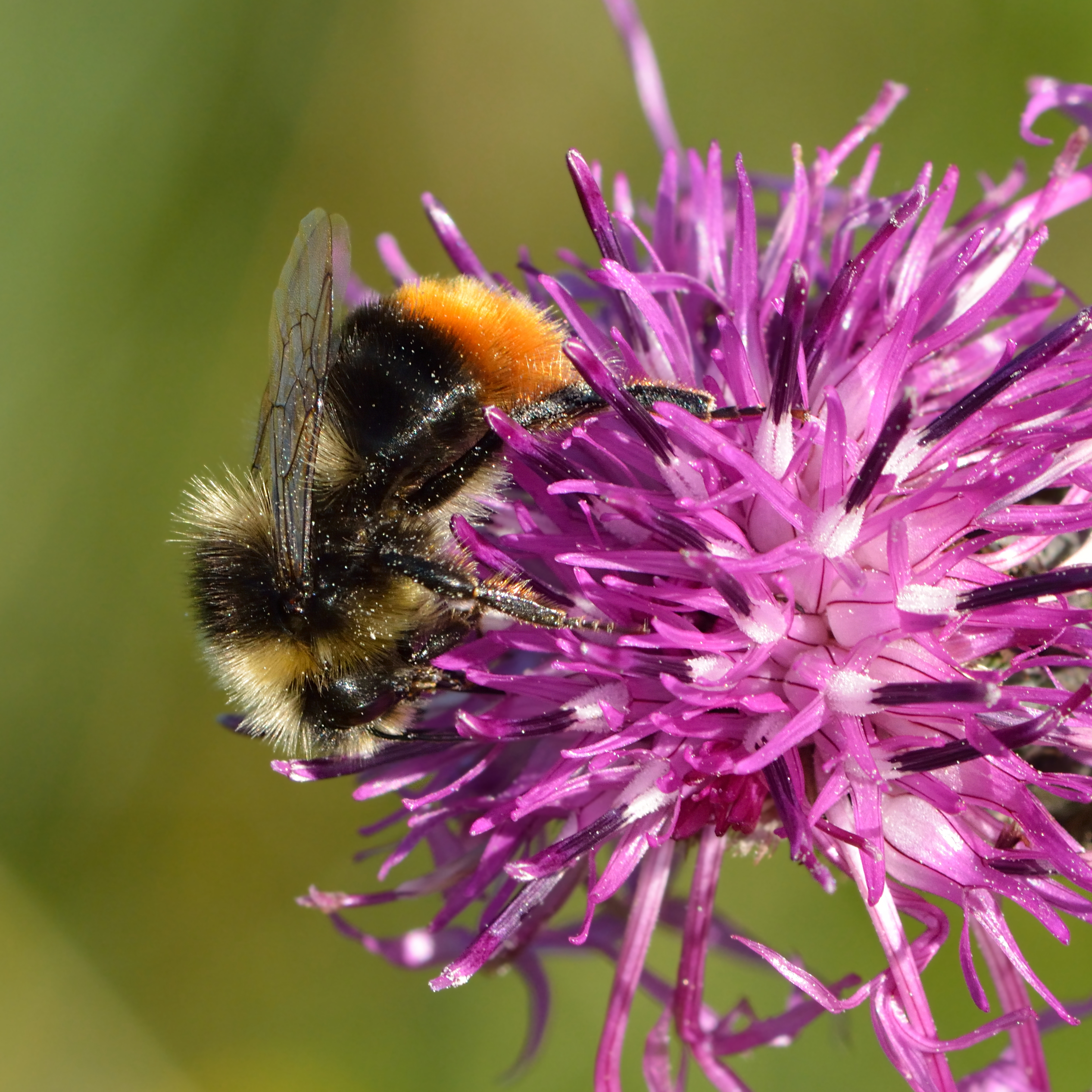
Самець